# 브로브딩내그

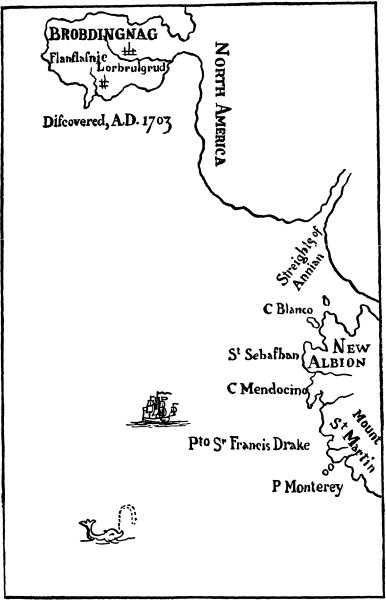

브로브딩내그(Brobdingnag)는 조너선 스위프트가 1726년에 쓴 걸리버 여행기에 나오는 가상의 땅이다. 북아메리카에 붙어있는 반도이며 브로브딩내그인의 평균 키는 30m로 거인들이 사는 곳이다. 걸리버는 브롭딩낵 언어 이름으로 그릴드리그(난쟁이)로 불리게 된다. 브로브딩내그는 길이가 10,000km, 너비는 80,000km나 되는 매우 큰 땅이다.

## 같이 보기
- 후이넘